# Grimersumer Kirche

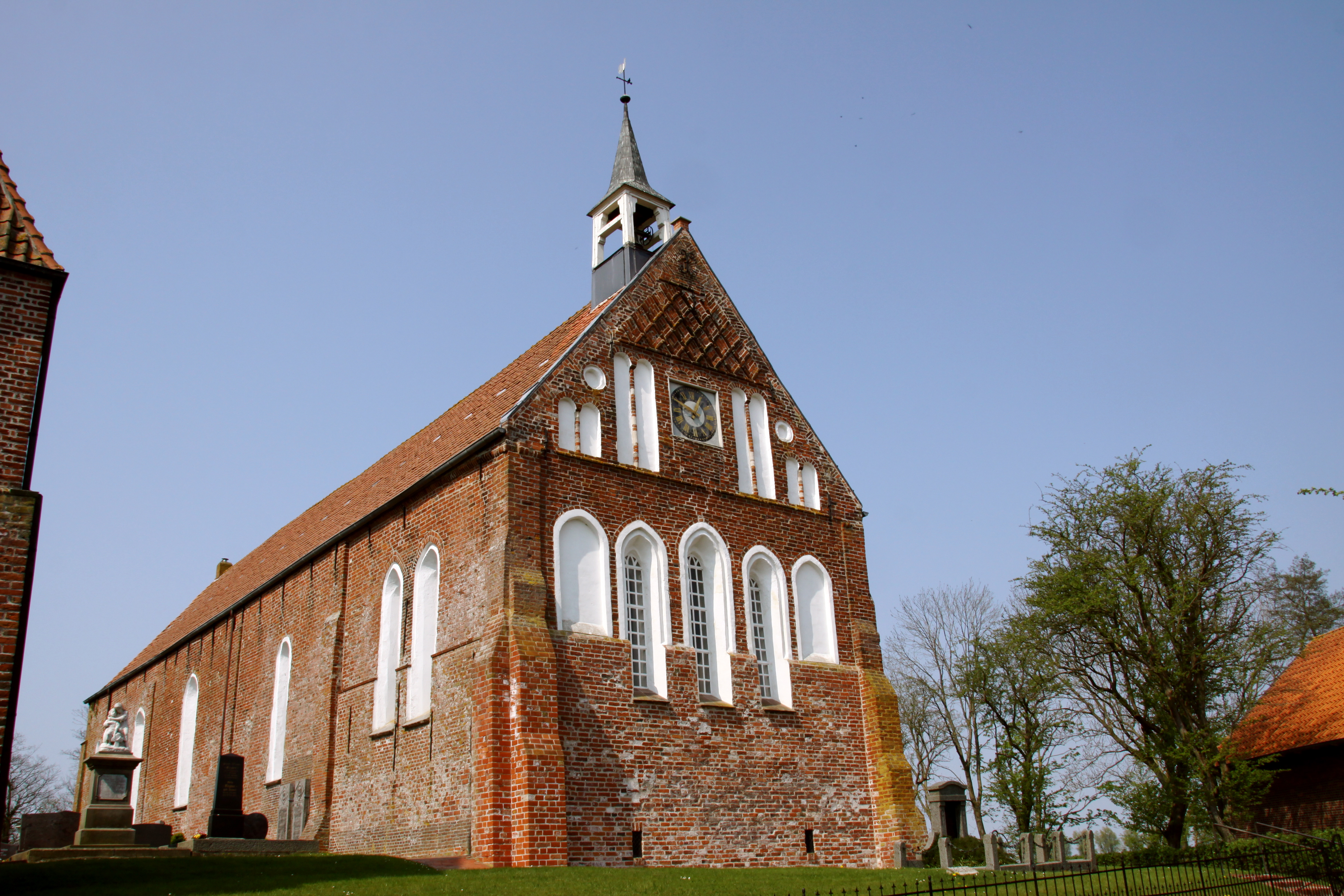
Die Reformierte Kirche.

Die evangelisch-reformierte Grimersumer Kirche liegt im ostfriesischen Ort Grimersum, in der Krummhörn. Die bedeutende Backsteinkirche ist im romano-gotischen Stil erbaut, hat im Laufe der Jahrhunderte aber etliche Umbauten und Veränderungen erfahren.

## Geschichte

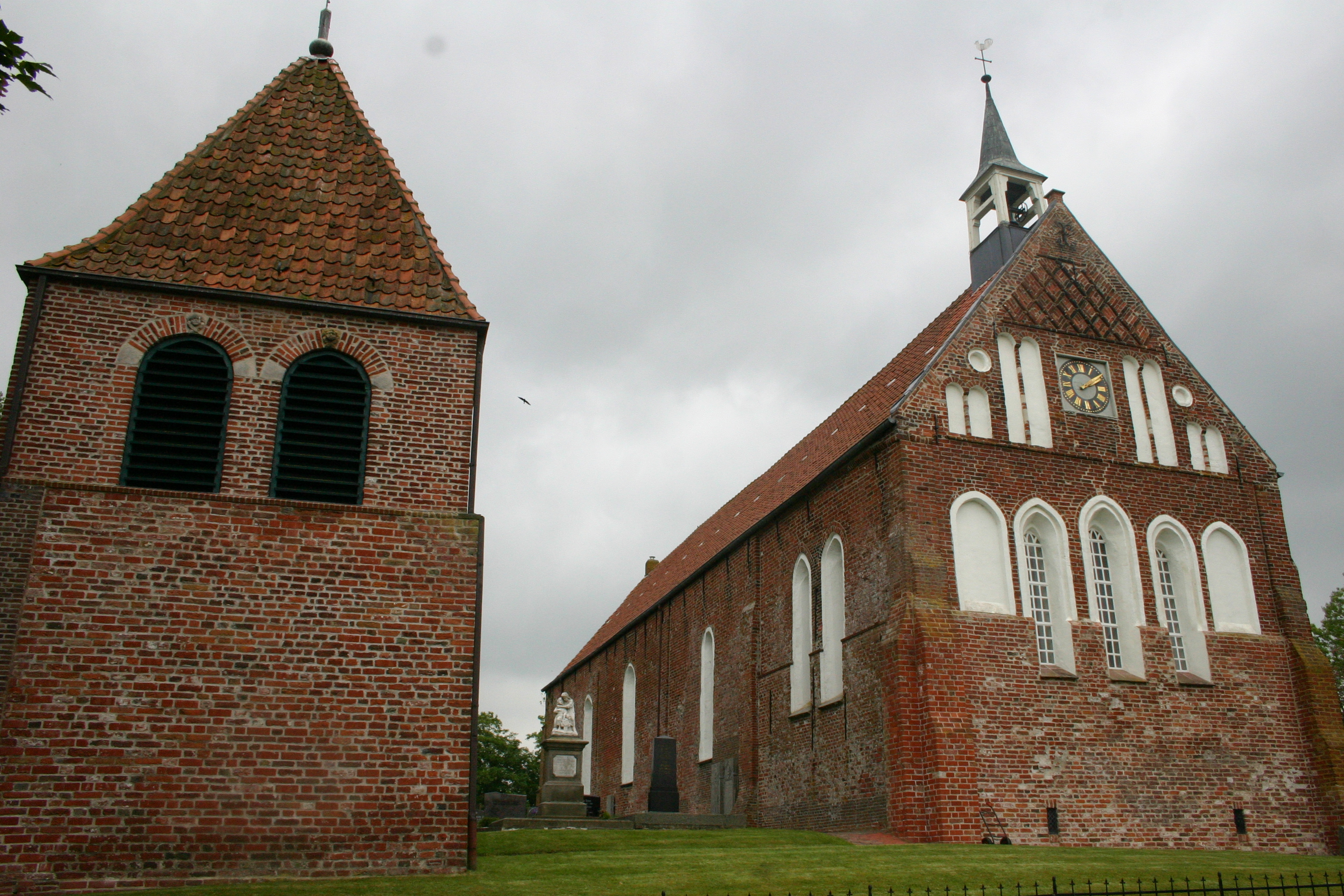
Kirche und Turm.

Der Ort Grimersum war im Mittelalter ein Handelsplatz, der über eine Bucht, die heute verlandet ist, mit dem Meer verbunden war.
Die Kirche wurde zwischen 1270 und 1280 im Übergangsstil der Romano-Gotik erbaut. Vor allem die Wandverstärkungen und Strebepfeiler bilden dabei ein neues Element in der Architektur des späten 13. Jahrhunderts, in denen sich die aufkommende Gotik widerspiegelt.
Im 16. Jahrhundert hielt die Reformation Einzug in Grimersum und in der Folge wurden Altäre und Bildwerke entfernt. Auch ein nachweislich vorhandener Lettner wurde abgetragen. Reste davon wurden bei einer Reparatur des Fußbodens freigelegt. Vermutet wird, dass es sich dabei um einen von drei schmalen Gewölbefeldern getragenen Emporenbau gehandelt hat, der in seinem Aufbau dem der St.-Marien-Kirche in Buttforde ähnelte.
Der separat stehende Glockenturm wurde 1641 erbaut. In seinem Erdgeschoss befindet sich eine Gedächtnisstätte.

## Beschreibung

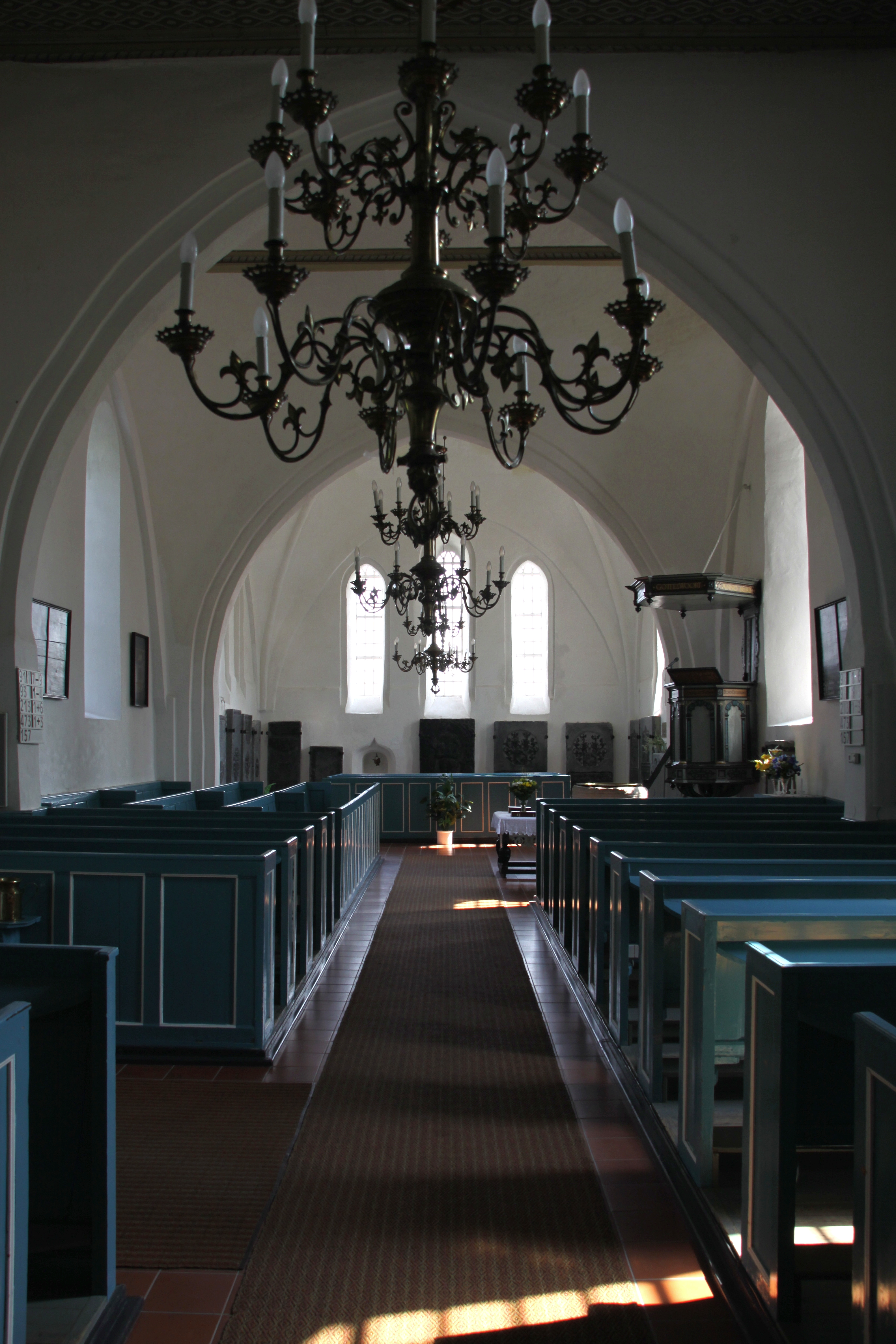
Das Kirchenschiff.

Die Rechteckeinraumkirche mit geradem Chorabschluss hat eine Länge von 35,1 Metern und eine Breite von 10,1 Metern. Vor allem die der Straße zugewandte Ostwand der Kirche ist als Schauseite besonders kunstvoll gestaltet. Ihr Giebel ist durch gestaffelte Blenden gegliedert, die darunter liegende Dreifenstergruppe wird von zwei Blendnischen flankiert. Ursprünglich waren die Außenwände an den Jochgrenzen und den Ecken durch bis zum Boden laufende Lisenen gegliedert, die bis auf die beiden westlichen der Nordseite alle von neuzeitlichen Strebepfeilern fast ganz verdeckt sind. Zu Zeiten ihrer Erbauung hatte das Gebäude zwei Eingänge. Durch die heute vermauerte Tür im Norden betraten die Frauen den Sakralbau. Der Südeingang war ehemals den Männern vorbehalten. Er wurde später verkleinert, weist gegliederte Laibungen auf und dient heute als Haupteingang.
Von den ehemals vorhandenen vier annähernd quadratischen Jochen mit Gewölben sind heute noch die beiden östlichen erhalten. Die beiden westlichen wurden im Jahre 1853 mit einer geraden Balkendecke abgeschlossen. Von den noch vorhandenen Jochen ist das Gewölbe des östlichen mit vier Diagonalrippen unterlegt, die mit einem hängenden hölzernen Schlusszapfen versehen waren. Im unmittelbar daneben liegenden Joch deutet die Profilierung der Wandpfeilervorlagen darauf hin, dass Rippen zumindest vorgesehen waren.
Die drei westlichen Joche haben im Norden und Süden je ein Fenster, das Ostjoch hat auf der Südseite zwei Fenster und das Fenster der Nordseite wird durch zwei Blendnischen flankiert. Die rundbogigen Fenster sind nur wenig verändert, die Spitzbogenfenster wurden später nach unten vergrößert, um mehr Licht zum Lesen in den Sakralbau zu lassen.

## Ausstattung

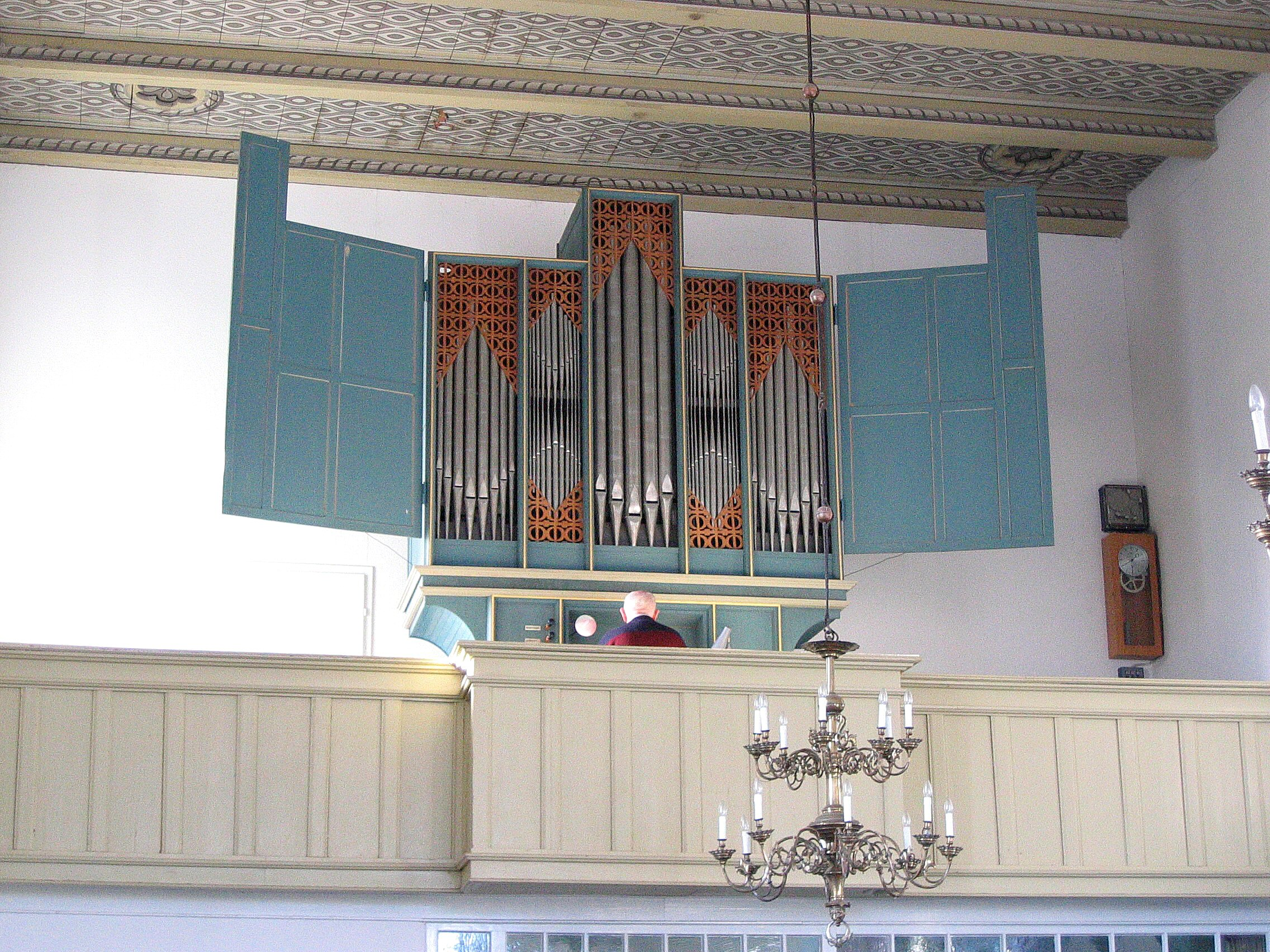
Die Orgel.

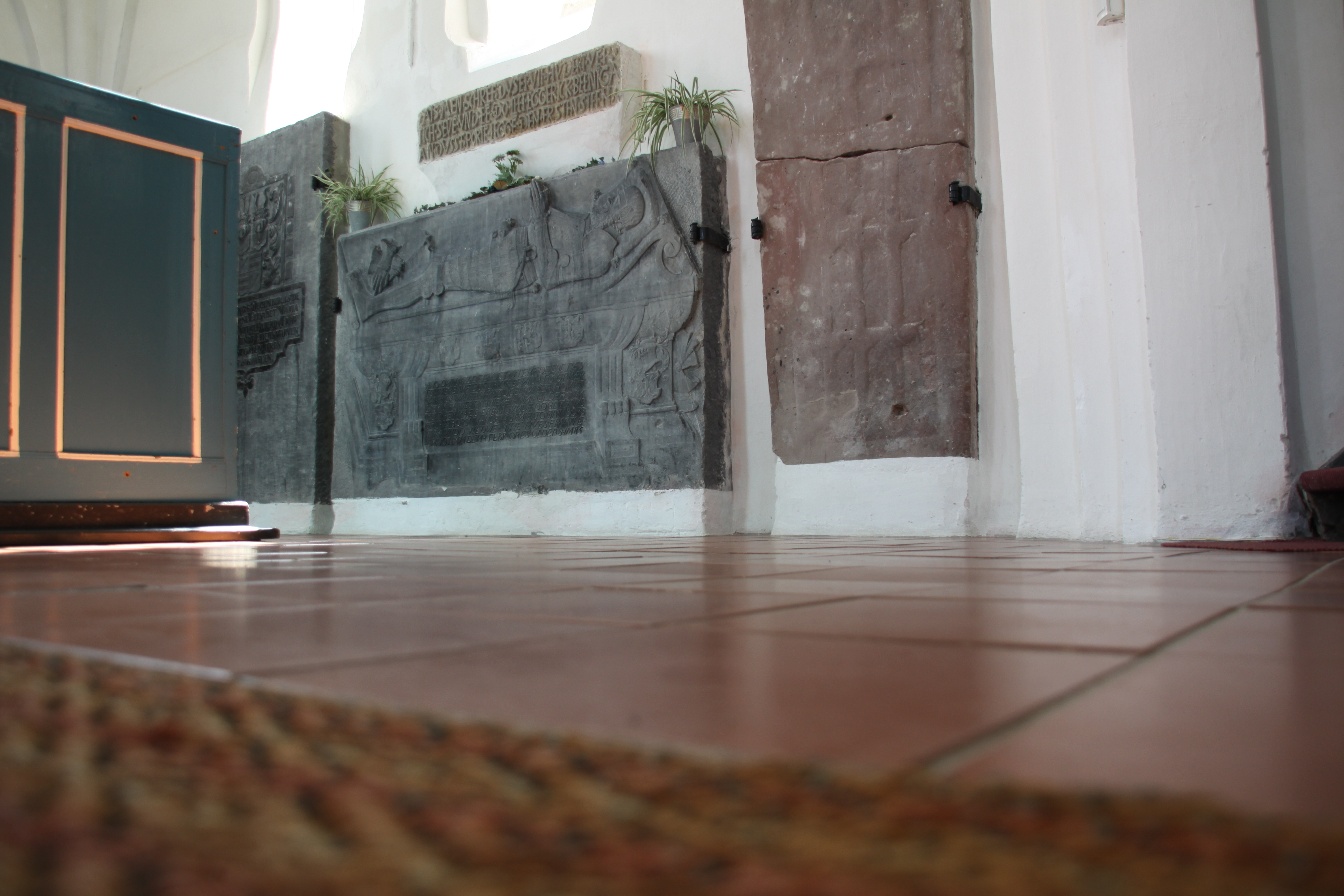
Grabmal des Eggerik Beninga.

Die Kanzel wurde im Jahre 1663 geschaffen und ist eine Stiftung des Predigers Lucas Ritzius. Die um sie herum aufgestellten Bänke sowie der fehlende Altar weisen die Grimersumer Kirche als reformierten Sakralbau aus.
Der Taufstein wurde im 13. Jahrhundert gefertigt und besteht aus Bentheimer Sandstein. Er hat sich in stark beschädigter Form erhalten und ist das älteste romanische Ausstattungsstück dieser Kirche. Er besteht aus einem getrennten Ober- und Unterteil, die ursprünglich nicht als Einheit geschaffen und später zusammengefügt wurden.
In der Kirche sind mehrere Grabsteine und Grabplatten aufgestellt, von denen einige an die Mitglieder der Häuptlingsfamilie Beninga erinnern, deren Särge sich in einer Gruft unter dem Chor befinden. Der bedeutendste davon ist das Renaissance-Grabmal von Eggerik Beninga. Es zeigt den Häuptling und Chronisten umrahmt von sechs Wappen der Familie in Lebensgröße.

### Orgel
Die Orgel mit Flügeltüren und Spiegel-Diskantfeldern wurde 1958 von der Firma Ahrend & Brunzema unter Beibehaltung von Teilen der Windanlage und des Pfeifenwerks der Gebrüder Rohlfs aus dem Jahre 1867 neu gebaut. Das Instrument verfügt über acht Register auf einem Manual mit angehängtem Pedal. Die Disposition ist wie folgt:
| I Manual C–f3 |                |    |     |
| 1.            | Principal I–II | 8′ | A   |
| 2.            | Gedackt        | 8′ | A   |
| 3.            | Octave         | 4′ | R/A |
| 4.            | Rohrflöte      | 4′ | A   |
| 5.            | Octave         | 2′ | R/A |
| 6.            | Mixtur IV      |    | A   |
| 7.            | Scharff II     |    | A   |
| 8.            | Trompete       | 8′ | A   |

| Pedal C–f1 |           |
|            | angehängt |

- Anmerkungen:

1. ↑  Ab Diskant 2-fach

A = Ahrend & Brunzema (1958)
R = Gebrüder Rohlfs (1867)